# Rhythm of Your Heart
「Rhythm of Your Heart」（リズム オブ ユア ハート）は、日本のロックバンド・FIVE NEW OLDが2022年2月18日にワーナー・ミュージック・ジャパンより配信リリースした楽曲。

## 概要
前作「Summertime EP」より約7か月ぶりとなるリリース。今楽曲のタイアップが発表されてから約4ヶ月越しのリリースとなった。
ジャケットアートワークは2017年リリースの「WIDE AWAKE EP」以来、Margt（PERIMETRON）が担当した。
今楽曲のタイアップ決定に際して、HIROSHI（Vo.）は以下のようにコメントした。
世界は新しい時代へと足を踏み入れようとしています。
「次の時代を作り上げていくのは、今この時を生きる僕達なんだ。」という思いで「Rhythm of Your Heart」を書きました。
CMの絵コンテを拝見した時にすぐこの曲のイメージがわいてきて、急いでボイスメモに録音しました。

穏やかに、そして徐々に力強く広がっていく音を楽しんで下さい。

また、今作のリリースに際して、HIROSHI（Vo.）は以下のようにコメントした。
「Rhythm of Your Heart」という曲が生まれました。
慣れ親しんだ故郷や、居心地のいい環境から離れて、新しく何かを始めること。その不安と勇気について歌っています。

新たな世界へ歩み始めた僕たちの「鼓動」を聴いてみてください。

## 楽曲解説
1. Rhythm of Your Heart (03:43)
作詞 : Hiroshi Nakahara
作曲 : FIVE NEW OLD
編曲 : FIVE NEW OLD
  - アレンジャーとして、BTSなどの楽曲を担当するSoma Gendaが参加している[7]。
  - HIROSHIの英語の文法を見直す取り組みの一環として、リリシストのJamil Kazmiが作詞に参加している[8]。
  - ベストアルバム『FiNO is』に収録されている[9]。

## 参加ミュージシャン
FIVE NEW OLD
- HIROSHI（ボーカル・ギター）
- WATARU（ギター・キーボード）
- SHUN（ベース）
- HAYATO（ドラムス）

## タイアップ
- 三菱ケミカル テレビCM「三菱ケミカルのMission」（2021年10月1日～）[3]